# Clear Lake (condado de Pierce)
Clear Lake es un lugar designado por el censo ubicado en el condado de Pierce en el estado estadounidense de Washington. En el año 2010 tenía una población de 1.419 habitantes.